# Mario Hubert
Mario Hubert (* 30. Oktober 1980 in Trier) ist ein ehemaliger deutscher Basketballspieler.

## Laufbahn
Hubert spielte bis 1999 beim Trimmelter SV in Trier. In den Spieljahren 2000/01, 2001/02 und 2002/03 bestritt der 1,93 Meter große Flügelspieler insgesamt 16 Einsätze für TBB Trier in der Basketball-Bundesliga, anschließend schied er aus dem Profiaufgebot der Moselaner aus. In der Sommerpause 2003 schloss er sich dem Zweitligisten 1. FC Kaiserslautern an. Später spielte Hubert im Amateurbereich weiter, gehörte zur Mannschaft der TVG Baskets Trier in der Oberliga. 2006/07 trat er mit DJK/MJC Trier in der Regionalliga Südwest-Nord an, ab 2007 war er mit der Mannschaft in der 1. Regionalliga Südwest vertreten. Hubert war im Laufe der Regionalliga-Saison 2007/08 mit 12,5 Punkten je Begegnung zweitbester Trierer Korbschütze nach dem US-Amerikaner Clinton Driftmier. Er gehörte dem Regionalligisten bis 2009 an.